# J1 Sarawak
Das J1 Sarawak (offiziell Sarawak Chief Minister’s Cup) ist ein World-Junior-Tennisturnier, das seit 2002 auf Hartplatz in der malaiischen Stadt Kuching im Bundesstaat Sarawak von der International Tennis Federation ausgetragen wird. Es gehört der zweithöchsten Turnierkategorie G1 an und ist eines der bedeutendsten Nachwuchstennisturniere in Südostasien.

## Geschichte
2002 wurde auf der Anlage des Sarawak Lawn Tennis Center die erste Edition des Turniers abgehalten, das damals noch zur niedrigsten Turnierklasse G5 zählte. Seit 2004 wird der Wettbewerb jährlich zweimal, im März und im November ausgetragen, wobei nur das erste Turnier 2007 in die Serie der G1-Wettkmäpfe aufgenommen wurde und daher deutlich besser besetzt ist.

## Siegerliste
Die Siegerlisten werden von Spielern und Spielerinnen aus dem asiatischen Raum sowie Australien dominiert. Die erfolgreichste Gewinnerin im Einzel und Doppel ist die Weltranglistenerste Ashleigh Barty.

### Einzel
| Jahr                                                                 | Herren                                                 | Damen                                                  |                                                        |
| -------------------------------------------------------------------- | ------------------------------------------------------ | ------------------------------------------------------ | ------------------------------------------------------ |
| ↓ ITF Malaysian International Junior Championships – Kategorie: G5 ↓ |                                                        |                                                        |                                                        |
| 2002                                                                 | Dias Doskarajew                                        | Jung Mi-hee                                            |                                                        |
| ↓ Kategorie: G4 ↓                                                    |                                                        |                                                        |                                                        |
| 2003                                                                 | Jamie Baker                                            | Natalie Tanevska                                       |                                                        |
| ↓ Sarawak Chief Minister’s Cup – Kategorie: G3 ↓                     |                                                        |                                                        |                                                        |
| 2004                                                                 | Yi Chu-huan                                            | Tapiwa Marobela                                        |                                                        |
| 2005                                                                 | Lee Hsin-han                                           | Kao Shao-yuan                                          |                                                        |
| 2006                                                                 | Christopher Rungkat                                    | Nadija Kitschenok                                      |                                                        |
| ↓ Kategorie: G1 ↓                                                    |                                                        |                                                        |                                                        |
| 2007                                                                 | John-Patrick Smith                                     | Zhang Ling                                             |                                                        |
| 2008                                                                 | Christopher Rungkat                                    | Noppawan Lertcheewakarn                                |                                                        |
| 2009                                                                 | Laurent-Olivier Daxhelet                               | Tímea Babos                                            |                                                        |
| 2010                                                                 | James Duckworth                                        | Tang Haochen                                           |                                                        |
| 2011                                                                 | Andrew Whittington                                     | Ashleigh Barty                                         |                                                        |
| 2012                                                                 | Nikola Milojević                                       | Jelisaweta Kulitschkowa                                |                                                        |
| 2013                                                                 | Borna Ćorić                                            | İpek Soylu                                             |                                                        |
| 2014                                                                 | Lee Duck-hee                                           | Tami Grende                                            |                                                        |
| 2015                                                                 | Lý Hoàng Nam                                           | Lucie Kaňková                                          |                                                        |
| 2016                                                                 | Wu Yibing                                              | Du Zhima                                               |                                                        |
| 2017                                                                 | Tomáš Macháč                                           | Zeel Desai                                             |                                                        |
| 2018                                                                 | Dalibor Svrčina                                        | Naho Satō                                              |                                                        |
| 2019                                                                 | Shunsuke Mitsui                                        | Joanna Garland                                         |                                                        |
| 2020                                                                 | Wegen COVID-19-Pandemie nach Viertelfinale abgebrochen | Wegen COVID-19-Pandemie nach Viertelfinale abgebrochen | Wegen COVID-19-Pandemie nach Viertelfinale abgebrochen |

### Doppel
| Jahr                                                                 | Herren                                              | Damen                                               |                                                     |
| -------------------------------------------------------------------- | --------------------------------------------------- | --------------------------------------------------- | --------------------------------------------------- |
| ↓ ITF Malaysian International Junior Championships – Kategorie: G5 ↓ |                                                     |                                                     |                                                     |
| 2002                                                                 | Artur Djabarow Đỗ Minh Quân                         | Jung Mi-hee Kim Ji-young                            |                                                     |
| ↓ Kategorie: G4 ↓                                                    |                                                     |                                                     |                                                     |
| 2003                                                                 | David North Fritz Wolmarans                         | Daniella Jeflea Lara Giltinan                       |                                                     |
| ↓ Sarawak Chief Minister’s Cup – Kategorie: G3 ↓                     |                                                     |                                                     |                                                     |
| 2004                                                                 | Yi Chu-huan Yu Yen-sheng                            | Kao Shao-yuan Liao Jung                             |                                                     |
| 2005                                                                 | Elbert Sie Shuhei Uzawa                             | Yurina Koshino Chie Moriuchi                        |                                                     |
| 2006                                                                 | Jean Anderson Brad Brinkhause Williams              | Chen Mu-ying Ashmitha Easwaramurthi                 |                                                     |
| ↓ Kategorie: G1 ↓                                                    |                                                     |                                                     |                                                     |
| 2007                                                                 | Eugen Brázdil Christopher Rungkat                   | Ljudmyla Kitschenok Aleksandra Kolesnichenko        |                                                     |
| 2008                                                                 | Nikolaus Moser Ilija Vučić                          | Ljudmyla Kitschenok Nadija Kitschenok               |                                                     |
| 2009                                                                 | Francis Alcantara Daniel Berta                      | Tímea Babos Malou Ejdesgaard                        |                                                     |
| 2010                                                                 | John Morrissey Ben Wagland                          | Juan Ting-fei Zheng Saisai                          |                                                     |
| 2011                                                                 | Luke Saville Joey Swaysland                         | Ashleigh Barty Abbie Myers                          |                                                     |
| 2012                                                                 | Chung Hyeon Kim Duk-young                           | Barbora Krejčíková Abbie Myers                      |                                                     |
| 2013                                                                 | Luke Bambridge Borna Ćorić                          | Naiktha Bains Olivia Tjandramulia                   |                                                     |
| 2014                                                                 | Chung Yun-seong Oh Chan-yeong                       | Katie Boulter Freya Christie                        |                                                     |
| 2015                                                                 | Alberto Lim junior Lý Hoàng Nam                     | Naiktha Bains Olivia Tjandramulia                   |                                                     |
| 2016                                                                 | Alexis Canter Michail Sokolowskij                   | Rifanty Kahfiani Lee Yang                           |                                                     |
| 2017                                                                 | Constantin Bittoun Kouzmine Park Ui-sung            | Yūki Naitō Naho Satō                                |                                                     |
| 2018                                                                 | Erik Grevelius Hikaru Shiraishi                     | Anri Nagata Naho Satō                               |                                                     |
| 2019                                                                 | Kokoro Isomura Shunsuke Mitsui                      | Linda Fruhvirtová Kristýna Lavičková                |                                                     |
| 2020                                                                 | Wegen COVID-19-Pandemie nach Halbfinale abgebrochen | Wegen COVID-19-Pandemie nach Halbfinale abgebrochen | Wegen COVID-19-Pandemie nach Halbfinale abgebrochen |